# Tulla exonoma
Tulla exonoma là một loài bướm đêm trong họ Crambidae.